# Don Cheadle
Donald Frank "Don" Cheadle, Jr. (n. 29 noiembrie 1964, Kansas City, Missouri, SUA) este un actor american. Este cunoscut mai ales pentru rolurile sale din filmele Ocean's Eleven (2001), Ocean's Twelve (2004), Ocean's Thirteen (2007), Talk to Me (2007), Iron Man 2 (2010), Iron Man 3 (2013) și Avengers: Age of Ultron (2015).

## Filmografie
| An   | Titlu                                                  | Rol                                         | Note       |
| ---- | ------------------------------------------------------ | ------------------------------------------- | ---------- |
| 1984 | 3 Days                                                 | Angel                                       |            |
| 1985 | Moving Violations                                      | Juicy Burgers Worker                        |            |
| 1986 | Punk                                                   |                                             |            |
| 1987 | Hamburger Hill                                         | Pvt. Washburn                               |            |
| 1988 | Colors                                                 | Rocket                                      |            |
| 1992 | Roadside Prophets                                      | Happy Days Manager                          |            |
| 1993 | The Meteor Man                                         | Goldilocks                                  |            |
| 1993 | Lush Life                                              | Jack                                        | Film TV    |
| 1995 | Things to Do in Denver When You're Dead                | Rooster                                     |            |
| 1995 | Devil in a Blue Dress                                  | Mouse Alexander                             |            |
| 1996 | Rebound: The Legend of Earl "The Goat" Manigault       | Earl "The Goat" Manigault                   | Film TV    |
| 1997 | Volcano                                                | Emmit Reese                                 |            |
| 1997 | Rosewood                                               | Sylvester Carrier                           |            |
| 1997 | Boogie Nights                                          | Buck Swope                                  |            |
| 1998 | Out of Sight                                           | Maurice Miller                              |            |
| 1998 | The Rat Pack                                           | Sammy Davis Jr.                             |            |
| 1998 | Bulworth                                               | L.D.                                        |            |
| 1999 | A Lesson Before Dying                                  | Grant Wiggins                               | Film TV    |
| 2000 | Traffic                                                | Montel Gordon                               |            |
| 2000 | Mission to Mars                                        | Luke Graham                                 |            |
| 2000 | Fail Safe                                              | Lt. Jimmy Pierce                            | Film TV    |
| 2000 | The Family Man                                         | Cash                                        |            |
| 2001 | Rush Hour 2                                            | Kenny                                       | necreditat |
| 2001 | Things Behind the Sun                                  | Chuck                                       |            |
| 2001 | Manic                                                  | Dr. David Monroe                            |            |
| 2001 | Swordfish                                              | Agent J.T. Roberts                          |            |
| 2001 | Ticker                                                 | Passenger                                   |            |
| 2001 | Ocean's Eleven                                         | Basher Tarr                                 |            |
| 2003 | Abby Singer                                            | El însuși                                   |            |
| 2003 | The United States of Leland                            | Pearl Madison                               |            |
| 2004 | Ocean's Twelve                                         | Basher Tarr                                 |            |
| 2004 | After the Sunset                                       | Henri Mooré                                 |            |
| 2004 | The Assassination of Richard Nixon                     | Bonny Simmons                               |            |
| 2004 | Unchained Memories: Readings From The Slave Narratives |                                             |            |
| 2004 | Hotel Rwanda                                           | Paul Rusesabagina                           |            |
| 2005 | Crash                                                  | Det. Graham Waters                          |            |
| 2006 | The Dog Problem                                        | Dr. Nourmand                                |            |
| 2006 | King Leopold's Ghost                                   | Narator                                     |            |
| 2007 | Reign Over Me                                          | Alan Johnson                                |            |
| 2007 | Talk to Me                                             | Petey Greene                                |            |
| 2007 | Ocean's Thirteen                                       | Basher Tarr                                 |            |
| 2007 | Darfur Now                                             | Himself                                     |            |
| 2008 | Traitor                                                | Samir Horn                                  |            |
| 2009 | Hotel for Dogs                                         | Bernie                                      |            |
| 2009 | The People Speak                                       | El însuși                                   | Documentar |
| 2010 | Brooklyn's Finest                                      | Clarence 'Tango' Butler                     |            |
| 2010 | Iron Man 2                                             | Lt Col. James "Rhodey" Rhodes / War Machine |            |
| 2011 | The Guard                                              | FBI Agent Wendell Everett                   |            |
| 2012 | Flight                                                 | Hugh Lang                                   |            |
| 2013 | Iron Man 3                                             | Col. James "Rhodey" Rhodes / Iron Patriot   |            |
| 2015 | Avengers: Age of Ultron                                | Col. James "Rhodey" Rhodes / War Machine    |            |
| 2015 | Miles Ahead                                            | Miles Davis                                 |            |
| 2016 | Captain America: Civil War                             | Col. James "Rhodey" Rhodes / War Machine    |            |

### Televiziune
| An           | Serial                      | Rol                 | Note                                 |
| ------------ | --------------------------- | ------------------- | ------------------------------------ |
| 1982         | Fame                        | Henry Lee           | 2 episoade                           |
| 1986         | L.A. Law                    | Julian Tatoon       | Episodul "Gibbon Take"               |
| 1986         | Sidekicks                   | Gang Leader         | Episodul "The Last Electric Knight"  |
| 1987         | Hill Street Blues           | Darius Milton       | Episodul "Days of Swine and Roses"   |
| 1987         | The Bronx Zoo               | Carver              | Episodul "Small Victories"           |
| 1988         | Night Court                 | Jack                | Episodul "Jung and the Restless"     |
| 1988         | Hooperman                   | El însuși           | Episodul "High Noon"                 |
| 1989         | Booker                      | El însuși           | Episodul "The Pump"                  |
| 1990         | China Beach                 | Angel               | Episodul "Warriors"                  |
| 1990         | The Fresh Prince of Bel-Air | Ice Tray            | Episodul 5, "Homeboy, Sweet Homeboy" |
| 1992–1993    | Hangin' with Mr. Cooper     | Bennie              | 2 episoade                           |
| 1992–1993    | The Golden Palace           | Roland Wilson       | 23 episoade                          |
| 1993–1995    | Picket Fences               | D.A. John Littleton | 38 episoade                          |
| 2000         | The Simpsons                | Brother Faith       | Episodul: "Faith Off"                |
| 2002         | The Bernie Mac Show         | Cousin D            | 2 episoade                           |
| 2002         | ER                          | Paul Nathan         | 4 episoade                           |
| 2003         | MADtv                       | Perry               |                                      |
| 2011–2016    | House of Lies               | Marty Kaan          |                                      |
| 2014–prezent | Thursday Night Football     | Narator             | Intro                                |

### Producător
| An   | Film        | Rol                 | Note       |
| ---- | ----------- | ------------------- | ---------- |
| 2004 | Crash       | Producător          |            |
| 2007 | Talk to Me  | Producător executiv |            |
| 2007 | Darfur Now  | Producător          |            |
| 2008 | Traitor     | Producător          |            |
| 2007 | Crash       | Producător          | 2 episoade |
| 2015 | Miles Ahead | Producător          |            |

Jocuri video
- Iron Man 2[4] video game (2010), Col. James 'Rhodey' Rhodes/War Machine

Teatru
- Topdog/Underdog off-Broadway performances (2001)

Internet
- Drunk History Volume 5 (Frederick Douglass)
- Don Cheadle is Captain Planet[5]